# Anna Healy
Anna Mary Healy, baronne Healy de Primrose Hill (née le 10 mai 1955) est une femme politique travailliste britannique et membre de la Chambre des lords.

## Biographie
Elle obtient un BA en histoire moderne et politique du Royal Holloway College en 1976 et travaille pour le Parti travailliste depuis 1978. Elle est conseillère spéciale de Harriet Harman lorsqu'elle est chef des Communes et de John Prescott comme vice-premier ministre. Elle travaille au Cabinet Office sous le mandat de premier ministre de Tony Blair et est ensuite attachée de presse parlementaire principale pour le Parti travailliste pendant six ans. Pendant le mandat de Harman en 2010 en tant que chef intérimaire du parti travailliste, elle est sa cheffe de cabinet. Elle travaille également pour Jack Cunningham, Mo Mowlam et Gus Macdonald.
Elle est créée pair à vie, prenant le titre de baronne Healy de Primrose Hill, de Primrose Hill dans l'arrondissement londonien de Camden, le 19 juillet 2010,.
Elle épouse Jon Cruddas, député travailliste, en 1992,. Ils ont un enfant, un fils, Emmett, DJ radio avec le célèbre collectif Edinburgh CA $ H ONLY. Healy et Cruddas vivent dans sa circonscription à Dagenham, bien qu'ils aient une autre maison à Notting Hill.